# De koning is dood, lang leve de koning!
"De koning is dood, lang leve de koning!" (Engels: The king is dead, long live the king!, Frans: Le roi est mort, vive le roi !) is een zin die traditiegetrouw na de proclamatie volgt van de troonsbestijging van een nieuwe monarch in diverse landen, zoals het Verenigd Koninkrijk.

## Oorsprong
De eerste maal -voor zover bekend- dat de zin gebruikt werd was bij de kroning van Karel VII van Frankrijk na de dood van zijn vader Karel VI in 1422. In het Franse koninkrijk werd de uitroep naar traditie gedaan door de Hertog van Uzès, een pair van Frankrijk, zodra de kist met het stoffelijk overschot van de overleden monarch in de crypte van de Sint-Denisbasiliek wordt afgedaald. De zin kwam voort uit de wet "le mort saisit le vif" - dat de machtsoverdracht naar de nieuwe koning onmiddellijk na de dood van de vorige intrad. De koning is dood is de aankondiging dat een monarch is overleden en lang leve de Koning slaat op de troonopvolger die onmiddellijk de troon bestijgt na het overlijden van de vorige monarch.
In die tijden was het Frans een taal die veelvuldig gebruikt werd door de Engelse adel en deze proclamatie kwam al snel in zwang in het koninkrijk Engeland en zijn soevereine opvolgende staten. Het werd gezien als passend bij de Engelse traditie, daar in 1272 koning Hendrik III van Engeland stierf en zijn zoon en de kroonprins, Eduard, in het Heilige Land deelnam aan de Kruistochten. Om een burgeroorlog omtrent de opvolging van de overleden vorst te vermijden kondigde de koninklijke raad af dat de troon nooit leeg zal zijn; het land nooit zonder monarch zal zijn. Aldus werd Eduard tot koning uitgeroepen en heerste in absentia (bij afwezigheid) totdat het nieuws van het overlijden van zijn vader hem bereikte en hij terugkeerde naar Engeland. Een ander voorbeeld uit de Franse monarchie is dat van de dood van koning Lodewijk XV. Onmiddellijk na de dood van deze vorst om 11 uur 's nachts op 10 mei 1774 werd de dauphin, prins Louis-Auguste, koning Lodewijk XVI. Deze vlotte machtsoverdracht gebeurde door het gebruik van de zin: "Le roi est mort, vive le roi !'.